# Amt Ahlbeck bis Stettiner Haff

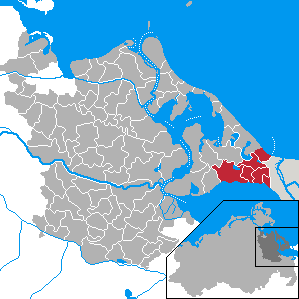
Amt Ahlbeck bis Stettiner Haff im Landkreis Ostvorpommern

Im Amt Ahlbeck bis Stettiner Haff im ehemaligen Landkreis Ostvorpommern in Mecklenburg-Vorpommern, das ab 1992 existierte, waren die sechs Gemeinden Ahlbeck, Dargen, Garz, Kamminke, Korswandt und Zirchow zur Erledigung ihrer Verwaltungsgeschäfte zusammengeschlossen. Der Verwaltungssitz befand sich in Ahlbeck.
Das Amt wurde am 1. Januar 2005 aufgelöst und mit den ebenfalls aufgelösten Ämtern Am Schmollensee und Insel Usedom-Mitte in das bestehende Amt Usedom-Süd eingegliedert. Die bis dahin selbständige Gemeinde Ahlbeck wurde mit Bansin und der vormals amtsfreien Gemeinde Heringsdorf zur amtsfreien Gemeinde Dreikaiserbäder vereinigt, die seit dem 1. Januar 2006 den Namen Heringsdorf trägt.